# Filles de la charité du Sacré-Cœur de Jésus
Pour les articles homonymes, voir Filles de la Charité.
Les Filles de la charité du Sacré-Cœur de Jésus forment une congrégation religieuse féminine enseignante et hospitalière de droit pontifical.

## Historique
La congrégation est fondée le 18 décembre 1823 à La Salle-de-Vihiers par Jean-Maurice Catroux (1794-1863) et Rose Giet (1784-1848). Les sœurs sont reconnues par l'État par une ordonnance du 14 mai 1828 de Charles X. Ses constitutions sont approuvées par l'évêque d'Angers en 1837. Une nouvelle reconnaissance légale est donnée le 2 avril 1852 par Louis-Napoléon Bonaparte, président de la République française.

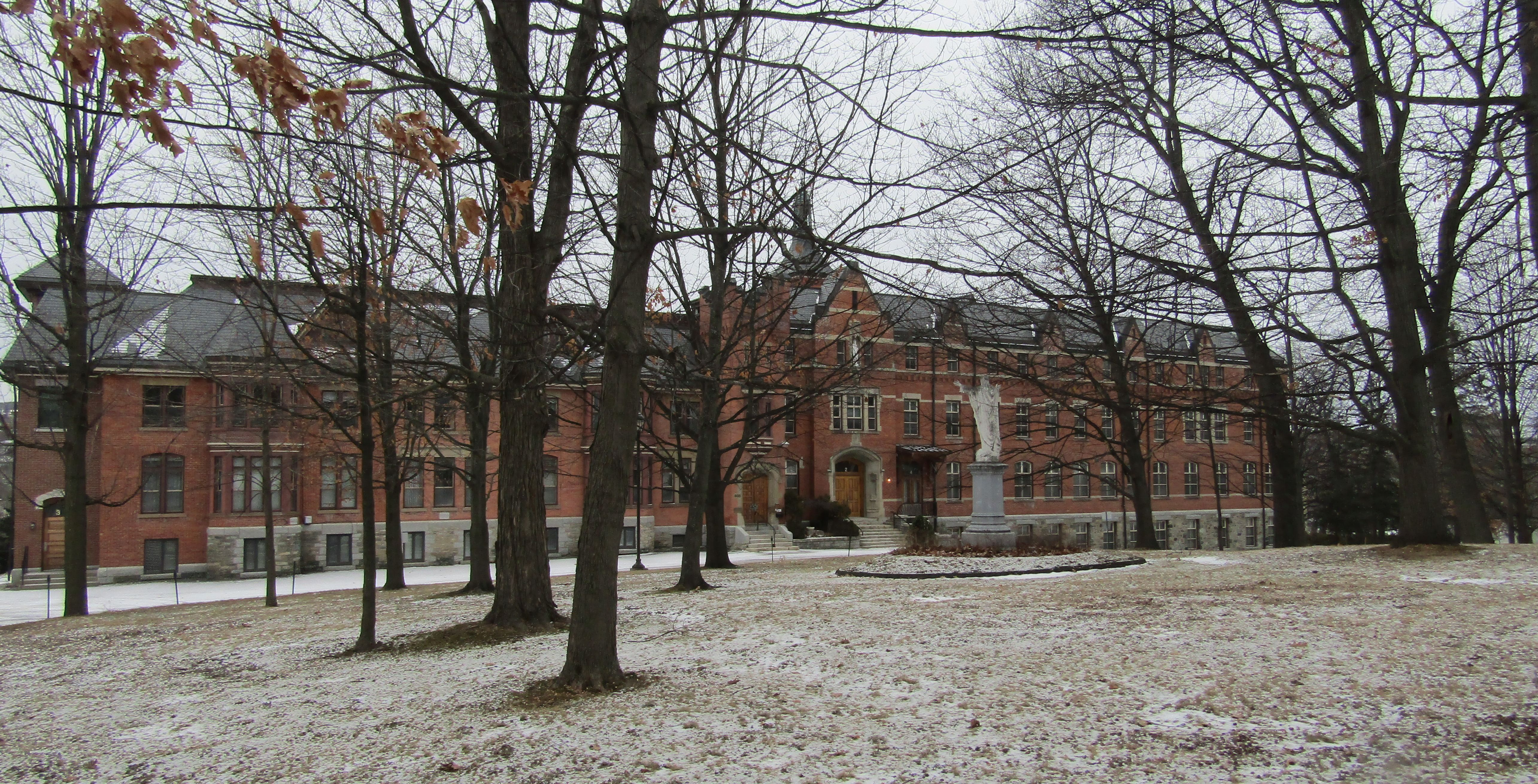
Couvent des Filles de la charité du Sacré-Cœur de Jésus, Sherbrooke.

Dédiées principalement à l’éducation, après la promulgation des lois anti-congrégations en France, les religieuses doivent fermer leurs écoles, beaucoup obtiennent leur diplôme d’infirmière et commencent à se consacrer à des œuvres caritatives. En 1905, quatre religieuses s'exilent vers le nord des États-Unis pour élire domicile à Newport dans le Vermont. Deux ans plus tard, en 1907, elles essaiment au Canada pour s'établir à Magog. Quelques semaines plus tard, elles aménagent à la Crèche qui n’est pas encore terminée. En 1909, elles s'occupent du couvent de Magog et, la même année, elles ouvrent un autre couvent à Valcourt. Afin d’assurer une relève, elles fondent un noviciat à Sherbrooke, en 1911 dans la maison qui appartient à la veuve de William Bullock Ives situé en face de l'Hôtel-Dieu (Sherbrooke) dont elles seront responsables,. En 1935, des sœurs canadiennes partent au Basutoland (Lesotho), c'est ensuite le pays Zoulou en Afrique du Sud (1946), le Dahomey, l'actuel Bénin (1960), puis le Togo (1962) ; En 1963, des sœurs canadiennes fondent au Brésil et en 1972 à Tahiti.
L'institut reçoit le décret de louange le 27 janvier 1930 ; ses constitutions sont définitivement approuvées par le Saint-Siège le 7 juillet 1940.

## Fusion
- 1856 : Sœurs de la Providence fondées à La Jumellière en 1803 par le père Clément Charuau[7].
- 1963 : Franciscaines des Récollets fondées en 1838 à Doué-la-Fontaine par le père Charles-Joseph Guépin (1782-1844) et Mère Célestine Besson (1807-1879)[8]. En 1942, les sœurs hospitalières de Saint-Nicolas de Doué-la-Fontaine fusionnent avec les franciscaines des Recollets.
  - Sœurs hospitalières de Saint-Nicolas de Doué-la-Fontaine appelées également dames de Saint Nicolas, fondée en 1714 par Marie Chauvin[9].
- 1970 : Sœurs du Sacré-Cœur fondées à Valence-d'Albigeois par l’abbé Valentin Déjean (1793-1882) en 1831[10].

## Activités et diffusion
Les sœurs se consacrent à l'enseignement, aux soins des malades et diverses œuvres de charité.
Elles sont présentes en :
- Europe : France, Polynésie française.
- Amérique : Brésil, Canada, États-Unis.
- Afrique : Bénin, Lesotho, Madagascar, Afrique du Sud, Togo.

La maison-mère est à Montgeron en France, près de Paris.
En 2017, la congrégation comptait 757 sœurs dans 115 maisons.